# Bệnh Wilson
Bệnh Wilson là một rối loạn di truyền do đồng tích tụ cơ thể. Triệu chứng thường liên quan đến não và gan. Các triệu chứng liên quan đến gan bao gồm nôn mửa, mệt mỏi, cổ trướng, phù chân, vàng da, và ngứa. Các triệu chứng liên quan đến não gồm có run tay, cứng cơ, khó nói, thay đổi tính cách, lo lắng, và nhìn thấy hay nghe những điều mà người khác không thấy.
Bệnh Wilson là bệnh di truyền lặn do một đột biến ở gen mã hóa protein bệnh Wilson (ATP7B). Để một người bị bệnh cần di truyền một bản sao gen bệnh từ cả cha và mẹ. Chẩn đoán khó khăn và thường cần đến kết hợp các xét nghiệm máu, xét nghiệm nước tiểu, và sinh thiết gan. Xét nghiệm di truyền có thể sử dụng để kiểm tra các thành viên trong gia đình người bệnh.
Bệnh Wilson thường được điều trị bằng thay đổi chế độ ăn và thuốc. Thay đổi chế độ ăn liên quan đến ăn thức ăn có hàm lượng đồng thấp và không sử dụng các dụng cụ nấu nướng bằng đồng. Thuốc sử dụng bao gồm các chất tạo phức như trientine và d-penicillamine và chế phẩm bổ sung kẽm. Biến chứng của bệnh Wilson có thể bao gồm suy gan, ung thư gan và các vấn đề về thận. Ghép gan có thể có ích trong những bệnh nhân không đáp ứng với các phương pháp điều trị khác hoặc suy gan xảy ra.
Bệnh Wilson xuất hiện với tỷ lệ khoảng 1 trong 30.000 người. Triệu chứng thường bắt đầu từ 5 đến 35 tuổi và nam và nữ đều bị ảnh hưởng. Bệnh Lần đầu được mô tả 1854 bởi Friedrich Theodor von Frerichs và được đặt theo tên của nhà thần kinh học Samuel Wilson.

## Triệu chứng lâm sàng
Các vị trí tích lũy đồng chính là gan và não, và do đó bệnh gan và triệu chứng tâm thần kinh là các yếu tổ chính để hướng đến chẩn đoán. Người có vấn đề về gan có xu hướng cần đến sự chăm sóc y tế sớm hơn, thường là trẻ em hoặc thiếu niên, so với những người có triệu chứng thần kinh và tâm thần, thường là khoảng hai mươi tuổi hoặc già hơn. Một số được chẩn đoán nhờ người thân đã được chẩn đoán mắc bệnh Wilson, nhiều trong số này khi được xét nghiệm thì đã có triệu chứng bệnh nhưng không được phát hiện.